# Adolf zu Löwenstein-Wertheim-Freudenberg
Adolf Carl Constantin Friedrich Ludwig Vollrath Philipp, Fürst zu Löwenstein-Wertheim-Freudenberg (* 9. Dezember 1805 in Nürnberg; † 9. August 1861 in Würzburg) war ein deutscher Standesherr und dritter Fürst zu Löwenstein-Wertheim-Freudenberg.

## Herkunft

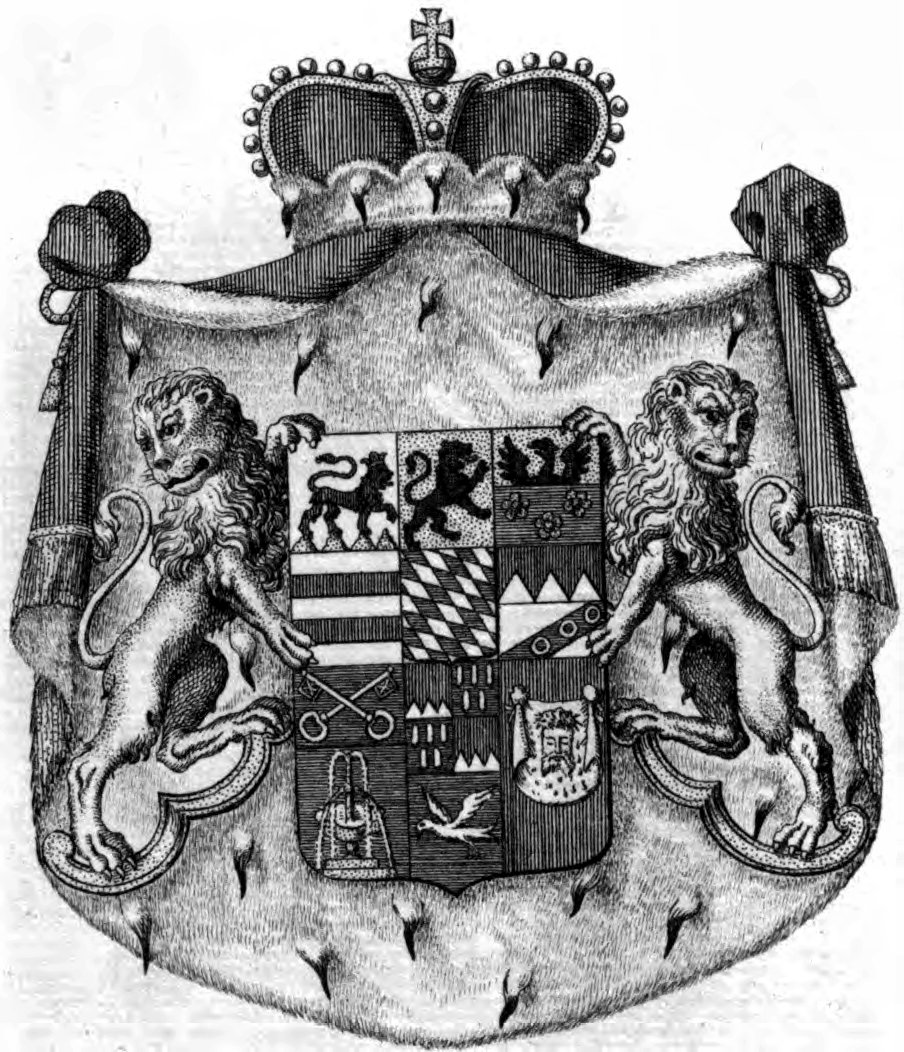
Wappen der Fürsten von Löwenstein-Wertheim-Freudenberg

Das Adelsgeschlecht derer zu Löwenstein geht zurück auf den Wittelsbacher Friedrich I., den Siegreichen, Kurfürst von der Pfalz (1425–1476), dessen Kinder aus seiner morganatischen Ehe mit Clara Tott in der eigenen Dynastie nicht erbberechtigt waren, weshalb sie ein eigenständiges Adelsgeschlecht bildeten. Mit dem Tod des Grafen Ludwig III. von Löwenstein im Jahre 1611 entstanden die beiden Hauptlinien, die evangelische Linie Löwenstein-Wertheim-Virneburg (später Freudenberg) und die katholische Linie Löwenstein-Wertheim-Rochefort (später Rosenberg).

## Leben
Adolf wurde am 9. Dezember 1805 in Nürnberg geboren. Er war das zweite Kind seiner Eltern Georg Fürst zu Löwenstein-Wertheim-Freudenberg (1775–1855) und dessen Gemahlin Ernestine, einer geborenen Gräfin von Pückler-Limpurg (1784–1824). Der Vater war der zweite Fürst zu Löwenstein-Wertheim-Freudenberg und deutscher Standesherr. Adolf wurde wie die Prinzen seiner Zeit erzogen. Er besuchte die Schule für sechs Jahre in Wertheim und studierte in Halle. Schließlich errang er eine Leutnantsstelle und kam in Potsdam zu den Husaren. Prinz Adolf wurde mit dem Tod seines Vaters Georg am 26. Juli 1855 Fürst. Als Standesherr war Fürst Adolf Mitglied in der Ersten Kammer von Baden, Bayern, Hessen-Darmstadt und Württemberg.  

## Familie
Adolf heiratete am 18. April 1831 in Bendorf bei Koblenz Katharina Schlundt, Freifrau von Alderhorst (1807–1877). Das Paar hatte fünf Kinder, von denen aber nur die einzige Tochter das Kindesalter überlebte:
- Karl Friedrich zu Löwenstein-Wertheim-Freudenberg (1834–1845),
- Adolf zu Löwenstein-Wertheim-Freudenberg (*/† 1836),
- Ernestine Karoline zu Löwenstein-Wertheim-Freudenberg (1838–1905),

⚭ 1862 Freiherr Richard von Swaine (1830–1902),
- Axel Friedrich zu Löwenstein-Wertheim-Freudenberg (*/† 1839),
- Erwin Georg zu Löwenstein-Wertheim-Freudenberg (1841–1842).